# Gryon tonkinensis
Gryon tonkinensis är en stekelart som beskrevs av Mikhail Vasilievich Kozlov och Lê 1996. Gryon tonkinensis ingår i släktet Gryon och familjen Scelionidae. Inga underarter finns listade i Catalogue of Life.